# والاس كاميلو
والاس كاميلو هو لاعب كرة قدم برازيلي في مركز الوسط، ولد في 10 نوفمبر 1992 في البرازيل. لعب مع أتلتيكو باراناينسي.